# 中屋敷 (横浜市)
中屋敷（なかやしき）は、神奈川県横浜市瀬谷区の町名。現行行政地名は中屋敷一丁目から中屋敷三丁目。住居表示未実施区域。

## 地理
瀬谷区の北西部に位置し、東と北東に瀬谷町、南に本郷と相沢、北に竹村町と接している。西側は大和市との市境となる境川に面し、対岸は大和市深見となる。一丁目と二丁目の境を神奈川県道401号瀬谷柏尾線、二丁目と三丁目の境を環状4号線が南北に通る。一丁目の、境川沿いのかまくらみち沿道は第二次世界大戦前からの古い街並みで、瀬谷銀行跡などがある。

### 面積
面積は以下の通りである。
| 丁目         | 面積（km²） |
| ------------ | ----------- |
| 中屋敷一丁目 | 0.254       |
| 中屋敷二丁目 | 0.232       |
| 中屋敷三丁目 | 0.100       |
| 計           | 0.586       |

### 地価
住宅地の地価は、2025年（令和7年）1月1日の公示地価によれば、中屋敷一丁目16番15の地点で15万1000円/m²となっている。

## 歴史

### 沿革
- 1977年（昭和52年）3月28日 - 町名町界地番整理事業に伴い、瀬谷町の一部から中屋敷一丁目及び中屋敷二丁目を新設[9]。町名は地元の要望により、通称として定着していた字名が採られた[6]。
- 1980年（昭和55年）3月31日 - 町名町界地番整理事業に伴い、瀬谷町の一部を中屋敷一丁目へ編入[10]。
- 1986年（昭和61年）10月6日 - 町名町界地番整理事業に伴い、瀬谷町の一部から中屋敷三丁目を設置[11]。

## 世帯数と人口
2025年（令和7年）6月30日現在（横浜市発表）の世帯数と人口は以下の通りである。三丁目は秘匿の為、省略とする。
| 丁目         | 世帯数  | 人口    |
| ------------ | ------- | ------- |
| 中屋敷一丁目 | 571世帯 | 1,140人 |
| 中屋敷二丁目 | 184世帯 | 397人   |
| 計           | 755世帯 | 1,537人 |

### 人口の変遷
国勢調査による人口の推移。
| 年                 | 人口  |
| ------------------ | ----- |
| 1995年（平成7年）  | 1,522 |
| 2000年（平成12年） | 1,483 |
| 2005年（平成17年） | 1,522 |
| 2010年（平成22年） | 1,739 |
| 2015年（平成27年） | 1,712 |
| 2020年（令和2年）  | 1,725 |

### 世帯数の変遷
国勢調査による世帯数の推移。
| 年                 | 世帯数 |
| ------------------ | ------ |
| 1995年（平成7年）  | 520    |
| 2000年（平成12年） | 536    |
| 2005年（平成17年） | 561    |
| 2010年（平成22年） | 581    |
| 2015年（平成27年） | 569    |
| 2020年（令和2年）  | 658    |

## 学区
市立小・中学校に通う場合、学区は以下の通りとなる（2024年11月時点）。
| 丁目         | 番・番地等           | 小学校               | 中学校             |
| ------------ | -------------------- | -------------------- | ------------------ |
| 中屋敷一丁目 | 全域                 | 横浜市立上瀬谷小学校 | 横浜市立瀬谷中学校 |
| 中屋敷二丁目 | 2〜12番地 15〜32番地 | 横浜市立上瀬谷小学校 | 横浜市立瀬谷中学校 |
| 中屋敷二丁目 | 1番地 13番地 14番地  | 横浜市立大門小学校   | 横浜市立瀬谷中学校 |
| 中屋敷三丁目 | 1〜8番地             | 横浜市立瀬谷小学校   | 横浜市立瀬谷中学校 |
| 中屋敷三丁目 | 9〜29番地            | 横浜市立上瀬谷小学校 | 横浜市立瀬谷中学校 |

## 事業所
2021年（令和3年）現在の経済センサス調査による事業所数と従業員数は以下の通りである。
| 丁目         | 事業所数 | 従業員数 |
| ------------ | -------- | -------- |
| 中屋敷一丁目 | 36事業所 | 193人    |
| 中屋敷二丁目 | 27事業所 | 486人    |
| 中屋敷三丁目 | 8事業所  | 140人    |
| 計           | 71事業所 | 819人    |

### 事業者数の変遷
経済センサスによる事業所数の推移。
| 年                 | 事業者数 |
| ------------------ | -------- |
| 2016年（平成28年） | 64       |
| 2021年（令和3年）  | 71       |

### 従業員数の変遷
経済センサスによる従業員数の推移。
| 年                 | 従業員数 |
| ------------------ | -------- |
| 2016年（平成28年） | 816      |
| 2021年（令和3年）  | 819      |

## 施設
- 神奈川県立瀬谷西高等学校
- 横浜市瀬谷消防署中瀬谷消防出張所

## その他

### 日本郵便
- 郵便番号 : 246-0004[3]（集配局：瀬谷郵便局[21]）。

### 警察
町内の警察の管轄区域は以下の通りである。
| 町丁         | 番地等 | 警察署     | 交番・駐在所 |
| ------------ | ------ | ---------- | ------------ |
| 中屋敷一丁目 | 全域   | 瀬谷警察署 | 竹村町駐在所 |
| 中屋敷二丁目 | 全域   | 瀬谷警察署 | 竹村町駐在所 |
| 中屋敷三丁目 | 全域   | 瀬谷警察署 | 目黒交番     |